# Ligne de Réding à Metz-Ville
La ligne de Réding à Metz-Ville est une ligne de chemin de fer française du département de la Moselle. Elle relie les gares de Réding (sur la ligne Paris – Strasbourg) et de Metz-Ville, en passant par celles de Bénestroff et de Rémilly.
Elle constitue la ligne no 140 000 du réseau ferré national.
Dans l'ancienne nomenclature de la région Est de la SNCF, elle était numérotée « ligne 3 (Nord) » et désignée en tant que section de la « Ligne (Luxembourg) Zoufftgen - Bâle » (la ligne de Strasbourg-Ville à Saint-Louis étant numérotée « ligne 3 »).
Les points kilométriques de la ligne de Réding à Metz-Ville sont en fait comptés depuis Strasbourg (ils sont donc communs, mais en sens inverse, avec ceux de la ligne Paris – Strasbourg sur le tronçon de Strasbourg à Réding) ; ainsi, bien que Réding soit à l'origine des infrastructures de cette ligne, cette dernière gare se trouve au PK 66,821.

## Histoire

### Chronologie des mises en service
La ligne de Réding à Metz-Ville est mise en service en plusieurs étapes, entre 1851 et 1877 :
- Rémilly à Metz : 24 juillet 1851, par la Compagnie du chemin de fer de Paris à Strasbourg[3] ;
- Sarraltroff à Berthelming : 1er novembre 1872, par la Société anonyme des chemins de fer de Lorraine[4] ;
- Réding à Sarraltroff : 15 octobre 1877, par la Direction générale impériale des chemins de fer d'Alsace-Lorraine (EL)[5] ;
- Berthelming à Rémilly et doublement de la voie de Sarraltroff à Berthelming : 10 décembre 1877, par l'EL[6].

### Rémilly à Metz (1851)
L'adjudication de l'embranchement (du chemin de fer de Paris à Strasbourg) de Metz à la frontière de Prusse vers Sarrebruck (dont fait partie le tronçon de Rémilly à Metz) est autorisée par une loi le 19 juillet 1845,. La ligne est adjugée, le 25 novembre 1845, à Messieurs Despans de Cubières, de Pellapra, duc de Galliera et Blacque-Belair. L'adjudication est approuvée par une ordonnance, le 27 novembre suivant. La Compagnie du chemin de fer de Paris à Strasbourg est constituée dès le 13 novembre, mais c'est l'homologation de ses statuts par ordonnance royale le 17 décembre 1845 qui autorise sa substitution aux concessionnaires initiaux.
Le tracé, dû à l'ingénieur Le Joindre, comporte deux stations intermédiaires : Peltre et Courcelles-sur-Nied, outre les deux gares d'extrémité Metz et Rémilly. Ce tronçon est mis en service le 24 juillet 1851 par la Compagnie du chemin de fer de Paris à Strasbourg, lorsqu'elle ouvre à l'exploitation la section, provisoirement à voie unique, de Metz à Saint-Avold de sa future relation entre Metz et Sarrebruck,.
L'inauguration, en grande pompe, du chemin de fer de Metz à Sarrebruck a lieu le 15 novembre 1852. Il permet les premières relations ferroviaires directes entre Berlin et Paris, via Metz. Néanmoins, c'est un trafic très important de trains de marchandises, transportant les houilles et le coke, qui va être la principale réussite de cette ligne. Cette infrastructure, et son exploitation, est intégrée dans le réseau de la Compagnie des chemins de fer de l'Est, lors de sa création le 21 janvier 1854, et elle intègre le réseau de la Direction générale impériale des chemins de fer d'Alsace-Lorraine (EL) après le traité de Francfort du 10 mai 1871.

### Berthelming à Sarraltroff (1872)
C'est le conseil général de la Moselle qui lance le projet d'une ligne d'intérêt local reliant Sarrebourg et Sarreguemines, pour faciliter la desserte des gisements charbonniers et des communes restées à l'écart du chemin de fer. Pour cela, il demande l'appui de son homologue de la Meurthe. L'avant-projet de 1866 prévoit, sur le tronçon de Berthelming à Sarraltroff, trois haltes, à Berthelming, Oberstinzel et Sarraltroff, et une station à Bettborn. Confronté aux demandes des militaires et au refus de la Compagnie de l'Est, le projet remanié est celui d'une voie unique à écartement standard. La concession pour la partie de « Sarrebourg à Fénétrange, avec prolongement jusqu'à la limite du Bas-Rhin » (qui inclut le tronçon de Berthelming à Sarraltroff) est déclaré d'utilité publique par le décret du 11 octobre 1868, qui approuve le traité signé le 19 octobre 1867 avec le sieur Van Hœgærdenqui (Société Belge des chemins de fer).
La concession est ensuite reprise par la Société anonyme des chemins de fer de Lorraine, qui ouvre le chantier au printemps 1869, pour une voie unique sans prévision de doublement. La Guerre franco-allemande de 1870 marque l'arrêt des chantiers de terrassement au mois de juillet 1870. Néanmoins, la reprise des travaux intervient rapidement et la mise en service de la section, intégrant le tronçon entre la gare de Berthelming et la commune de Sarraltroff (une halte est prévue mais pas ouverte), et prolongement jusqu'à Sarrebourg (ce prolongement deviendra le raccordement de Sarrebourg à Sarraltroff), via l'unique station intermédiaire d'Oberstinzel, a lieu le 1er novembre 1872.

### Rémilly à Réding (1877)
En 1871, la Société anonyme des chemins de fer de la Lorraine est intéressée pour étudier un complément de lignes, notamment celle de Rémilly à Berthelming. Le 27 mai, elle fait aux autorités allemandes une demande officielle, qui est acceptée le 18 juin. Mais finalement, cette autorisation est annulée et transférée à la Direction générale impériale des chemins de fer d'Alsace-Lorraine (EL), du fait de l'importance de cette relation pour notamment améliorer le transport entre les places fortes de Metz et Strasbourg. Une loi du 11 juin 1873 autorise son financement et confirme le choix de la gare de Rémilly comme origine. Durant l'automne, le financement est confirmé par un crédit extraordinaire, accordé par la loi du 18 septembre 1873 et plusieurs arrêtés promulguent l'utilité publique des différentes sections. Le projet de tracé est approuvé par la commission d'enquête le 29 novembre 1873, sous réserve de quelques modifications ; le 9 janvier 1874, un arrêté déclare la ligne d'utilité publique.

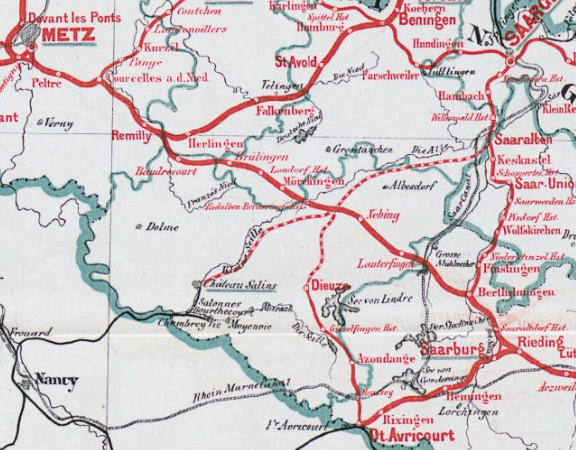
Plan de la ligne en 1878.

Le tracé définitif comporte trois sections distinctes, du fait des travaux à effectuer. La première débute en gare de Rémilly et s'achève en gare de Berthelming (toutes deux déjà existantes), la ligne à double voie est à construire avec six stations et une halte : Baudrecourt, Brulange, Landroff (halte), Morhange, Bénestroff, Nébing et Loudrefing. La deuxième section va de Berthelming à Sarraltroff ; il faut ajouter une deuxième voie à celle existante et créer une halte à Sarraltroff. La troisième section, longue de 2,79 kilomètres, rejoint la ligne de Paris à Strasbourg à Réding, dont la station est à créer, son objet étant d'éviter un rebroussement en gare de Sarrebourg pour les trains de la relation Metz – Strasbourg.
Les enquêtes pour les expropriations des parcelles nécessaires sont réalisées d'octobre 1874 à novembre 1875, et l'autorisation pour l'installation d'une base de travaux à Rémilly est prise le 14 octobre 1874. L'ensemble de la ligne est de profil facile, sans ouvrage d'art remarquable. Les chantiers, ouverts rapidement, s'achèvent à la fin de l'année 1877. Sarraltroff – Réding est mise en service le 15 octobre, et la ligne à double voie entre Rémilly et Sarraltroff est ouverte le 10 décembre.

### Metz à Réding (EL)
La Direction générale impériale des chemins de fer d'Alsace-Lorraine (EL) débute les circulations sur la totalité de sa ligne de Metz à Réding le 10 décembre 1877. Pour la gestion de l'exploitation, l'EL dispose d'infrastructures et du matériel nécessaire dans ses gares d'extrémité. Il y a une remise à locomotives, avec plaque tournante, à Rémilly, et un petit dépôt avec un triage à Réding. Installations qui vont être complétées au fur et à mesure de l'augmentation du trafic. Les haltes de Rodalbe - Bermering et Sarraltroff sont ouvertes en 1878 ; celle de Sanry-sur-Nied en 1894. Elle ajoute encore les haltes de Lesse, en 1905, et Mittersheim, vers 1906.
La ligne devient une section privilégiée sur les relations entre Metz et Strasbourg, du fait d'un trajet plus court de 44 kilomètres, avec un profil plus facile, ce qui est également le cas entre Metz et Nancy où le gain en distance est de 52 kilomètres. Néanmoins, l'avantage principal est de réduire encore plus le kilométrage des relations entre le nord de l'Europe et la Suisse, notamment du fait de l'ouverture de la ligne de Saverne à Sélestat en août 1877. Cela amène l'EL à faire de la ligne le maillon central de la relation entre le Luxembourg (Zoufftgen) et la Suisse (Bâle), via les villes de Metz et Strasbourg. Cette situation amène ladite ligne à être empruntée par des trains internationaux de voyageurs, et notamment les « plus rapides et plus luxueux », sur des relations comme Londres – Ostende – Bâle. Cela représente six aller-retours en 1879, et sept en 1891.
L'EL ne néglige pas le caractère stratégique de cette ligne établie en parallèle de la frontière avec la France, en ayant notamment construit des quais longs dans la plupart des stations, pour faciliter les dessertes des trains militaires.

### Metz à Réding (AL)
L'armistice de 1918 marque le transfert du réseau ferroviaire, donc de cette ligne, à la nouvelle Administration des chemins de fer d'Alsace et de Lorraine (AL).

### Réding à Metz (SNCF)
Lors de la nationalisation des chemins de fer français du 1er janvier 1938, la ligne intègre la région Est de la Société nationale des chemins de fer français (SNCF).

## Caractéristiques
En 2006, dans le cadre du raccordement à la LGV Est européenne (dont elle a assuré la connexion vers Strasbourg jusqu'en 2016), la ligne de Réding à Metz-Ville est équipée d'IPCS, et les deux postes d'aiguillage de Bénestroff et de Berthelming ont été remplacés par celui de Rémilly (dont le périmètre d'action est augmenté par sa reconstruction et la mise en place d'une interface informatique). En outre, en complément de la sous-station de Rémilly, une deuxième sous-station est créée à Suisse.
La ligne fait partie du corridor européen C (Anvers – Bâle / Lyon), et devrait être équipée de l'ETCS de niveau 1 à l'horizon 2018.
La ligne de Metz-Ville à Zoufftgen, qui fait le lien avec le réseau ferré luxembourgeois, est considérée comme son prolongement.

### Gares ouvertes aux voyageurs
Les gares ouvertes au trafic des voyageurs, dans les années 2010, sont listées dans le tableau ci-dessous.
| Nom                 | Service(s)          | Estimation du nombre annuel de voyageurs (en 2017), |
| ------------------- | ------------------- | --------------------------------------------------- |
| Réding              | TER                 | 43 180                                              |
| Berthelming         | TER                 | 20 076                                              |
| Bénestroff          | TER                 | 8 829                                               |
| Morhange            | TER                 | 94 872                                              |
| Rémilly             | TER                 | 210 344                                             |
| Sanry-sur-Nied      | TER                 | 9 065                                               |
| Courcelles-sur-Nied | TER                 | 25 377                                              |
| Peltre              | TER                 | 26 189                                              |
| Metz-Ville          | TGV inOui Ouigo TER | 7 096 851                                           |

La disposition de l'ensemble des gares (y compris celles fermées aux voyageurs), ainsi que leurs points kilométriques respectifs, sont indiqués sur le schéma de la ligne.

### Vitesses limites
Les vitesses limites pratiquées pour les TGV, dans les deux sens de circulation, sont les suivantes (certaines catégories de trains ont des limites plus faibles) :
| De                  | À                   | Limite (km/h) |
| ------------------- | ------------------- | ------------- |
| Réding              | PK 78,9             | 110           |
| PK 78,9             | Courcelles-sur-Nied | 150           |
| Courcelles-sur-Nied | Metz-Ville          | 140           |

Néanmoins, l'aiguille en pointe permettant la bifurcation vers cette ligne en venant de Strasbourg, à la sortie de la gare de Réding, est limitée à 100 km/h.

## Exploitation
Depuis la mise en service de la première phase de la LGV Est européenne le 10 juin 2007, et jusqu'à l'ouverture du second tronçon le 3 juillet 2016, la ligne était utilisée, entre le raccordement de Baudrecourt et Réding, par les TGV en direction de Strasbourg. Depuis lors, c'est au tour de la section entre Metz et le raccordement de Lucy (voisin de celui de Baudrecourt) d'être empruntée par les TGV, en l'occurrence les deux aller-retours quotidiens reliant respectivement Luxembourg à Marseille et Montpellier (via Strasbourg). Néanmoins, l'intégralité de la ligne a été parcourue par des TGV entre le 3 avril et le 2 juillet de la même année, afin de permettre le lancement (partiel), à leur date initialement prévue, des nouvelles liaisons province – province desservant la capitale du Grand-Duché, donc sans attendre le report de la mise en service de la phase 2 de la LGV Est à la suite de l'accident de la rame d'essais à Eckwersheim. Par ailleurs, ladite section est également empruntée, depuis le 9 décembre 2018, par les TGV du service Ouigo reliant Paris-Est à Strasbourg (via Metz).
Jusqu'au 2 avril 2016, elle était parcourue par des trains EuroCity, qui effectuaient deux aller-retours quotidiens entre Bruxelles et Bâle (via Luxembourg, Metz, Strasbourg et Colmar), ainsi que par des TER 200 circulant entre Luxembourg et Strasbourg voire Bâle. Ne subsistent alors que des TER classiques (effectuant des liaisons entre Metz et Sarrebourg ou Strasbourg), en complément des TGV.
Enfin, elle est également empruntée par de nombreux trains de marchandises.